# Гортынский, Николай Григорьевич
Николай Григорьевич Гортынский (1799—1887) — действительный статский советник, переводчик и первый издатель «Могилёвской хроники».

## Биография
Родился  7 декабря 1799 года в Могилёве. В 1814 году был принят в Могилёвский главный суд. С 1837 года — служащий уголовной палаты Могилёва, где проработал 42 года.
В 1838(или 1839) на свои средства построил «Дом калек» при Могилёвском Николаевском приюте.
Награждён орденом. Умер в Могилёве 3 февраля 1887 года; похоронен на Успенском кладбище Могилёва.

## Вклад в историческую науку
По решению государственного канцлера Н. П. Румянцева по предложению могилёвского генерал-губернатора князя Н. Н. Хованского был командирован в 1825 году в Мстиславль «для разыскания и описания в тамошнем поветовом архиве древних актов, заслуживающих внимание просвещенной публики». Изобретённым им способом в течение 2,5 лет восстанавливал архив, пострадавший во время нашествия французов.
В то же время перевёл с польского летопись под названием «Хроника Белорусского города Могилёва». Хронике предпослано предисловие Гортынского и его дополнения из других источников.